# Ascobolus calesco
Ascobolus calesco är en svampart som beskrevs av A.E. Bell & Mahoney 2007. Ascobolus calesco ingår i släktet Ascobolus och familjen Ascobolaceae.   Inga underarter finns listade i Catalogue of Life.